# Snaith and Cowick
 (septembre 2023).
Snaith and Cowick est une paroisse civile du Yorkshire de l'Est, en Angleterre.